# دعم معلوماتي
الدعم المعلوماتي يتمثل في توفير المعلومات جاهزة الاستخدام وذات الأهمية الإخبارية إلى الإعلام من خلال المصادر المتنوعة المعنية باقتناص بعض الوقت والمساحة داخل وسائل الإعلام. ومن الأشكال النموذجية لعمليات الدعم المعلوماتي البيانات الصحفية إلى جانب الندوات والمؤتمرات الصحفية.
وتمثل تلك المعلومات دعمًا للإعلام، نظرًا لأنها تقلل من تكلفة جمع الأخبار. وبعيدًا عن البدائل المتنوعة المتوفرة للإعلام والمعنية بجمع المعلومات والمتمثلة في العمل الاستقصائي والقنوات غير الرسمية والمصادر الروتينية،— تعتبر القناة الأخيرة هي الأرخص من بين كافة القنوات لرصد الأخبار ودعمها بالأدلة. كذلك، يمكن أن يعمل الاعتماد على المعلومات التي توفرها المصادر الخارجية على تخفيف العبء الاقتصادي وتقليل وقت النشر، وخاصة إذا كان يتم تقديم المعلومات في شكل وأسلوب يمكن بسهولة إدراجه في الأخبار.
وعلى الجانب الآخر، تعمل عمليات الدعم على انحراف عملية انتقاء الأخبار من خلال دفع الصحفيين إلى اختيار الأخبار القائمة على معايير بدلًا من الاعتماد على مدى لأهمية الكامنة في تلك الأخبار فضلاً عن مدى أهميتها الإخبارية. وعلى الأرجح تتم ممارسة النفوذ على محتوى التغطية، لأنه عادةً ما تكون المواد المدعومة متحيزة لصالح المؤسسة المصدر. ومن وجهة نظر المصدر، يتمثل الهدف المثالي في العمل على أن تعكس وجهة نظر الإعلام الإخباري بأكبر قدر ممكن وجهة النظر الخاصة.